# 후지이 고다이
후지이 고다이(일본어: 藤井 航大, 1991년 1월 13일 ~ )는 일본의 축구 선수이다.

## 구단 경력
그는 2014년부터 2022년까지 J리그의 가마타마레 사누키, FC 마치다 젤비아, 이와테 그루자 모리오카, 반라우레 하치노헤에서 활동하였다.